# (17273) Karnik
(17273) Karnik est un astéroïde de la ceinture principale.

## Description
(17273) Karnik est un astéroïde de la ceinture principale. Il fut découvert le 5 juin 2000 à Socorro (Nouveau-Mexique) par le projet LINEAR. Il présente une orbite caractérisée par un demi-grand axe de 2,27 UA, une excentricité de 0,02 et une inclinaison de 5,4° par rapport à l'écliptique.

## Compléments